# Arikaree (rivière)
L'Arikaree est une rivière du centre des Grandes Plaines des États-Unis. Longue d'environ 250 km, elle prend sa source dans le comté d'Elbert, au Colorado, puis s'écoule en direction du nord-est à travers les Hautes Plaines de l'Est du Colorado. Elle traverse ensuite une petite portion de l'extrême Nord-Ouest du Kansas avant d'entrer dans le Sud-Ouest du Nebraska où elle rejoint la North Fork Republican (en) pour former la Republican.